# Paul Freeman (comunista)
Paul Freeman (c. 1884 - 24 de julio de 1921) fue un activista político conocido por su deportación de Australia en 1919 y su papel como enlace entre la Internacional Comunista y el movimiento comunista australiano.
Los orígenes de Freeman no están claros, aunque probablemente era estadounidense. Llegó a Australia en 1909 y vivió durante varios años en Broken Hill, Nueva Gales del Sur, donde se involucró con grupos militantes de izquierda. Más tarde trabajó como minero y prospector en Queensland. En 1918, después de liderar una huelga en la mina de cobre Mount Elliott, Freeman fue expulsado del país sin juicio bajo poderes de emergencia en tiempo de guerra. Su deportación se convirtió en una cause célèbre entre el movimiento laboral local, cuyas tácticas de acción directa finalmente no lograron evitar su expulsión del país.
En 1920, Freeman viajó a la Rusia soviética y se aseguró el patrocinio del líder bolchevique Fiódor Serguéyev, quien anteriormente había pasado un tiempo en Australia. Fue enviado a Australia bajo un alias con el objetivo de alentar al pequeño movimiento comunista local, pero se vio envuelto en un conflicto entre facciones. Freeman regresó a Rusia en 1921 al frente de la delegación australiana ante la Internacional Comunista y la Internacional Sindical Roja. Posteriormente murió en el descarrilamiento del Aerovagón, un vagón experimental de alta velocidad, y se convirtió en uno de los pocos occidentales enterrados en la Necrópolis de la Muralla del Kremlin.

## Primeros años de vida
Los orígenes de Freeman son inciertos, pero «lo más probable es que naciera en Estados Unidos, posiblemente fuera [de nacionalidad] canadiense y posiblemente nuevamente de ascendencia alemana». El Australian Dictionary of Biography concluyó que probablemente nació en Alemania alrededor de 1884, pero luego se señaló que hay «poca o ninguna evidencia directa de nacimiento alemán». En Australia, Freeman se registró como ciudadano estadounidense en 1916, aunque más tarde se le negaría la entrada a los Estados Unidos. También le dijo una vez a un reportero de The Australian Worker que era canadiense. Un colega en el movimiento laboral lo describió con acento estadounidense, mientras que un informe policial señaló «un acento alemán muy fuerte». Antes de mudarse a Australia, afirmó haber trabajado como minero de carbón en Pensilvania, minero de plata en Nevada y en varias minas de cobre en otros lugares de los Estados Unidos.

## Australia

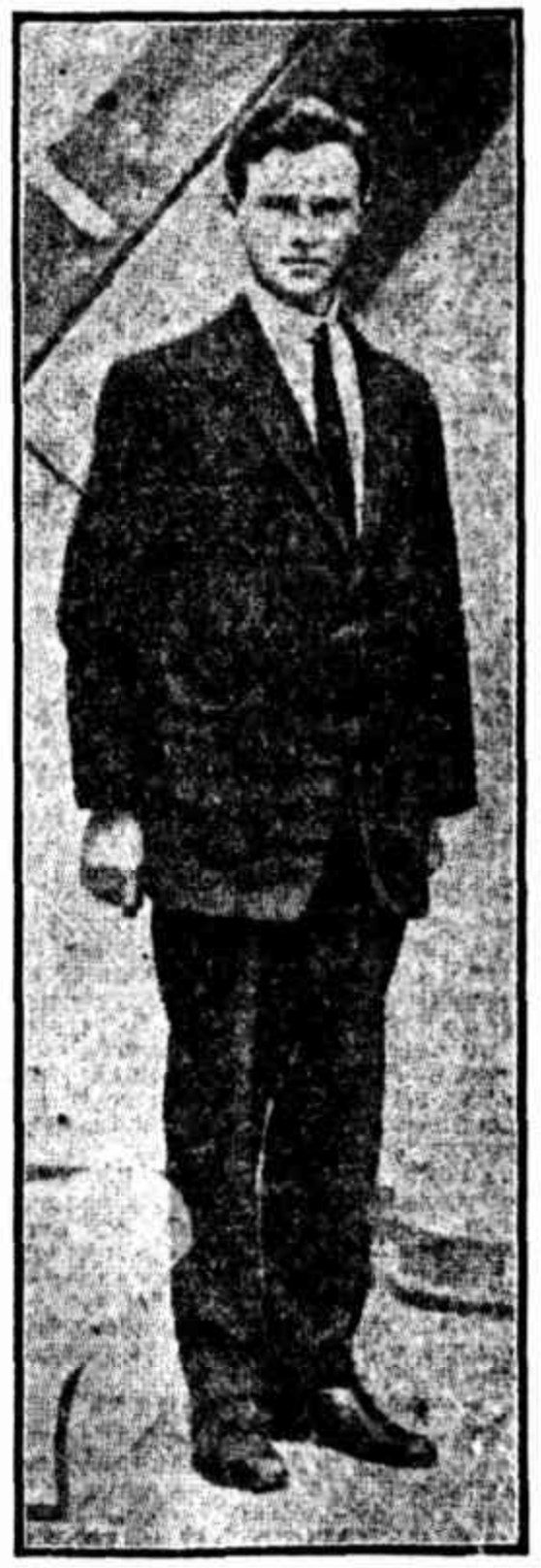
Fotografía de Freeman publicada en The Daily Standard en 1919.

Freeman llegó por primera vez a Australia en 1909 a bordo del SS Zealandia. En 1911 trabajaba como minero en Broken Hill, Nueva Gales del Sur, donde era conocido del futuro diputado federal Michael Considine. Se unió al Partido Socialista Australiano (ASP) y a los Trabajadores Industriales del Mundo (IWW), que tenían una fuerte presencia local, y en septiembre de 1914 participó en la «Batalla de Broken Hill», un enfrentamiento entre militantes activistas contra la guerra y nuevos reclutas de la Fuerza Imperial Australiana.
En 1917, Freeman vivía en Queensland, donde se unió al Sindicato de Trabajadores de Australia (AWU). Trabajó como minero de cobre en Cloncurry durante un período, y más tarde como prospector. En junio de 1917, él y el futuro senador Gordon Brown se dirigieron a una protesta frente al mar en Townsville contra el encarcelamiento de los Doce de Sídney. También hizo campaña contra el servicio militar obligatorio en el extranjero en los referéndums de 1916 y 1917. En mayo de 1918, Freeman fue uno de los líderes de una huelga en la mina de cobre Mount Elliott. Según los informes, en una reunión al aire libre menospreció a los soldados y afirmó que «un hombre que se unió al ejército era más bajo que un perro».
Aunque negó haber hecho comentarios en contra de los soldados, las actividades de Freeman llamaron la atención de la gerencia de la mina y, en octubre de 1918, fue informado a la inteligencia militar como un «extranjero indeseable». Se sospechaba ampliamente que William Henry Corbould, el gerente general de la mina, había presionado para su deportación, pero Corbould y los funcionarios del gobierno lo negaron. Tanto la inteligencia militar como la policía de Queensland compilaron informes sobre Freeman, señalando su asociación con grupos radicales pero sin encontrar evidencia de que había cometido un delito o probar la pertenencia a una organización proscrita. No obstante, el Jefe del Estado Mayor General, James Legge, recomendó al Ministro de Defensa, George Pearce, que fuera expulsado del país bajo los poderes de emergencia en tiempos de guerra. Pearce firmó una orden de deportación el 24 de diciembre de 1918.

### Deportación
El 8 de enero de 1919, Freeman fue arrestado en su tienda 10 millas (16 km) fuera del pequeño asentamiento minero de Dobbyn. Fue encarcelado brevemente en Victoria Barracks, Brisbane, antes de ser enviado a Sídney, donde fue colocado a bordo del SS Sonoma con destino a San Francisco. La deportación de Freeman tuvo lugar sin juicio bajo la Ley de Precauciones de Guerra de 1914; nunca fue acusado de ningún delito.
El primer intento de deportar a Freeman fracasó cuando Sonoma sufrió una hélice dañada y regresó a Sídney. Estuvo internado en cárcel de Darlinghurst durante tres días antes de ser devuelto a Sonoma, violando las normas de cuarentena de la prisión durante la pandemia de gripe española. Cuando el barco llegó a San Francisco, a Freeman se le negó la entrada a los Estados Unidos a pesar de sus reclamos de ciudadanía estadounidense. Finalmente cruzó el Pacífico cuatro veces por Sonoma, y se le negó la entrada a ambos países. En mayo de 1919, con el barco atracado en Pyrmont, Nueva Gales del Sur, Freeman inició una huelga de hambre para llamar la atención sobre su situación, que antes era desconocida para el público. Su causa fue retomada rápidamente por la prensa laboral, y The Australian Worker afirmó que se le había «negado la justicia que, según la constitución de este país, se supone que es el derecho inviolable de todos los ciudadanos».
La deportación de Freeman se convirtió en una cause célèbre en el movimiento obrero australiano. Además de la campaña de prensa, sus seguidores emplearon tácticas de acción directa, que incluyeron manifestaciones, huelgas y disturbios, así como un intento de abordar el barco por la fuerza. El futuro diputado federal Eddie Ward estaba entre los trabajadores heridos en conflictos con la policía. Freeman finalmente fue sacado de Sonoma después de ocho días en huelga de hambre. Aunque su remoción fue vista como un éxito para el movimiento laboral, permaneció bajo custodia militar y fue retenido en el campo de internamiento de Holsworthy. Fue deportado con éxito el 11 de octubre de 1919, en un barco con destino a Róterdam.

## Rusia y el comunismo internacional

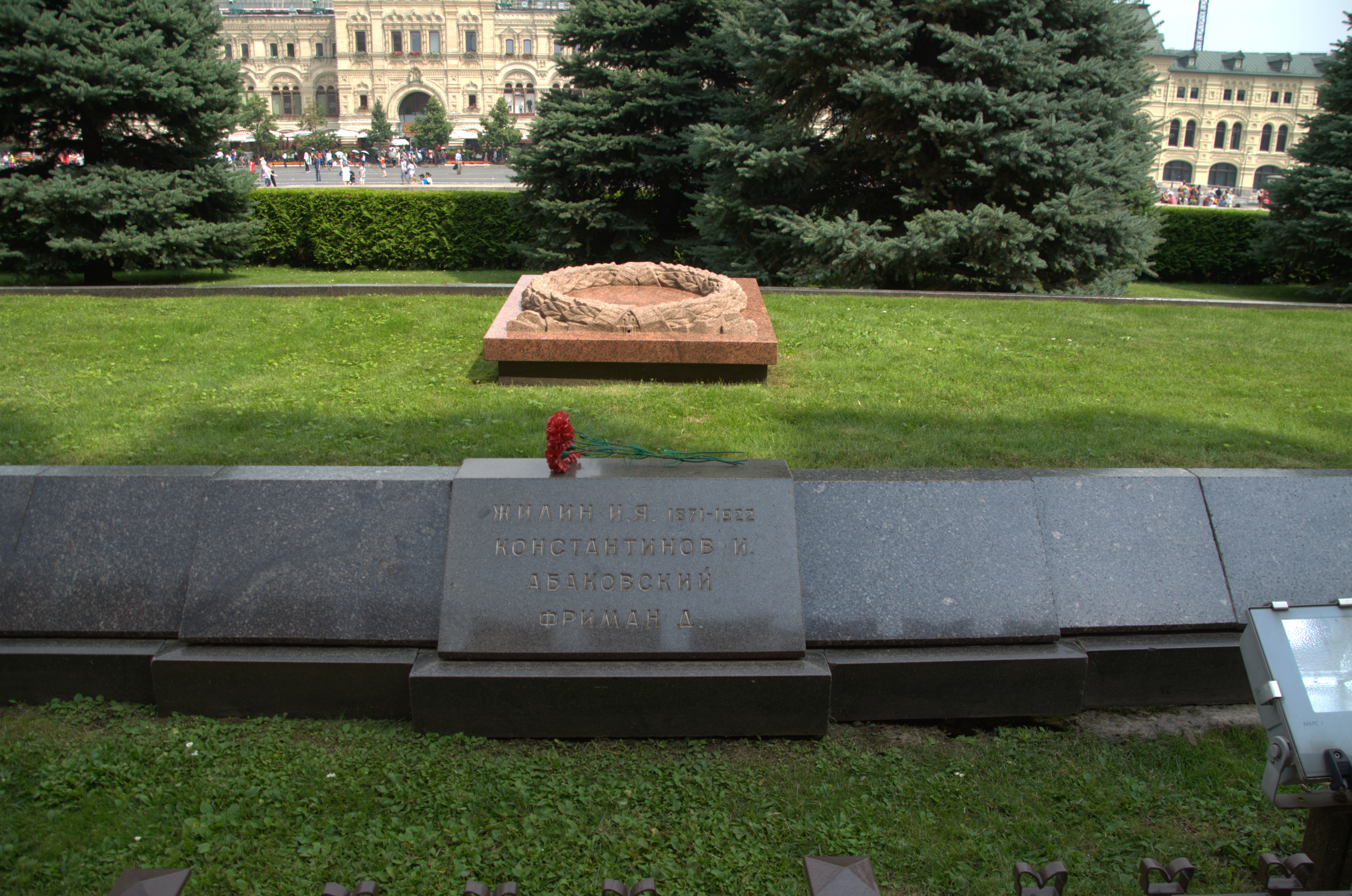
Tumba de Freeman (en ruso: Фриман, Д) en la necrópolis de la Muralla del Kremlin en 2016.

Freeman entró en la Rusia soviética el 30 de abril de 1920, viajando por Alemania y Estonia. Según William Earsman, tenía la intención de obtener el reconocimiento como representante australiano en el Segundo Congreso de la Internacional Comunista, pero fue rechazado debido a su falta de credenciales. En ese momento había abandonado su anterior anarcosindicalismo inspirado en la IWW y adoptó el socialismo revolucionario al estilo soviético.
Freeman llegó para disfrutar del patrocinio de Fiódor Serguéyev (conocido como «Camarada Artem»), un líder bolchevique que anteriormente había pasado un tiempo en Australia y era miembro del Comité Ejecutivo de la Internacional Comunista (ECCI). Freeman regresó a Australia a fines de 1920, usando el alias «Miller» para evitar ser detectado.
A su llegada, Freeman descubrió que el recién establecido Partido Comunista de Australia se había dividido en dos facciones: una asociada con el antiguo Partido Socialista Australiano y otra facción, la del «Trades Hall», dirigida por William Earsman y Jock Garden. Ambos grupos buscaron el reconocimiento de la ECCI como el partido comunista oficial en Australia. Freeman favoreció a sus antiguos colegas en el ASP, de la que Artem también había sido miembro, mientras que el grupo de Trades Hall contó con el apoyo del cónsul general ruso Piotr Simónov. Sus intentos de unir las facciones enfrentadas fracasaron.
Freeman regresó a Rusia en junio de 1921, encabezando la delegación australiana al Tercer Congreso Mundial de la Internacional Comunista y la Internacional Sindical Roja. Fue un candidato fallido para las elecciones a la ECCI. La correspondencia de Freeman y sus contactos soviéticos se encuentra en el Archivo Estatal Ruso de Historia Sociopolítica (RGASPI)

### Muerte

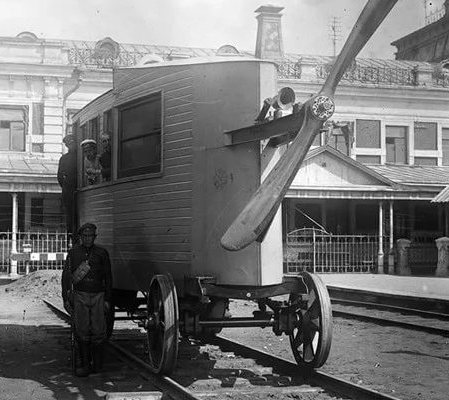
El Aerovagón.

Freeman murió el 24 de julio de 1921 en el accidente del Aerovagón, el vagón de hélice experimental de Valerián Abakovskik. Había sido invitado a una prueba del Aerowagon por su patrón Artem, quien también murió en el accidente. Freeman se convirtió en uno de los pocos occidentales enterrados en la Necrópolis de la Muralla del Kremlin, el cementerio nacional de la Unión Soviética.
Su obituario en The Industrial Pioneer de IWW fue escrito por Tom Barker, quien lo elogió como «uno de un ejército que fue expulsado de un continente para conquistar otros continentes y dejar atrás un rastro ardiente de trabajo para su clase».